# Alexandru-Ioan Andrei
Alexandru-Ioan Andrei (n. 2 ianuarie 1985, Giurgiu, România) este un politician român, ales deputat în 2016 județul Giurgiu pe listele Partidului Social Democrat (PSD). În februarie 2019, a demisionat din partid.